# Pabeco
Pabeco (em latim: Pabecus; em grego: Πάβεκος; romaniz.: Pábekos) ou Papaco (em latim: Papacus; em grego: Παπάκος; romaniz.: Papákos; em persa médio: Pābag; em parta: Pābag) ou Pambeco (Pambecus; Παμβεκῷς, Pambekos) foi um príncipe iraniano que governou Estacar, a capital de Pérsis, de 205 ou 206 até sua morte em algum momento entre 207-210. Era o pai, padrasto, avô ou sogro de Artaxer I, o fundador do Império Sassânida. Foi sucedido por seu filho mais velho Sapor.

## Nome
Pabeco (Pabecus; Πάβεκος, Pábekos), Papaco (Papacus; Πάπαχος / Πάπακος, Pápachos / Pápakos) ou Pambeco (Pambecus; Παμβεκῷς, Pambekos) são as formas latinas e gregas do persa médio e parta Pabague ou Pabaque (𐭯𐭠𐭯𐭪𐭩, Pābag / Pābak), que derivaram do iraniano antigo Papaca (*Pāpa-ka-; de *pāpa-, "pai", e o sufixo hipocorístico *-ka-). Foi registrado em armênio como Papaque (Պապաք, Papakʼ) e persa novo como Babaque (بابک, Bābak).

## Antecedentes
Pérsis, uma região no planalto iraniano sudoeste, era a pátria de um ramo sudoeste dos povos iranianos, os persas. Também foi o berço do Império Aquemênida. A região serviu como centro do império até sua conquista pelo rei macedônio Alexandre, o Grande (r. 336–323). Desde o final do século III ou início do II a.C., foi governado por dinastias locais sujeitas ao Império Selêucida helenístico. Essas dinastias detinham o antigo título persa de frataraca ("líder, governador, precursor"), que também é atestado no Período Aquemênida. Mais tarde, sob o frataraca Autofradates II (fl.  138 a.C.), tornar-se-ia vassala do Império Arsácida. Os frataracas foram logo depois substituídos pelos reis de Pérsis, provavelmente com a ascensão do monarca arsácida Fraates II (r. 132–127 a.C.). Ao contrário dos frataracas, os reis usaram o título de xá ("rei") e lançaram as bases para uma nova dinastia, que pode ser rotulada de daraiânida.

## Origens

### Textos em persa novo e árabe

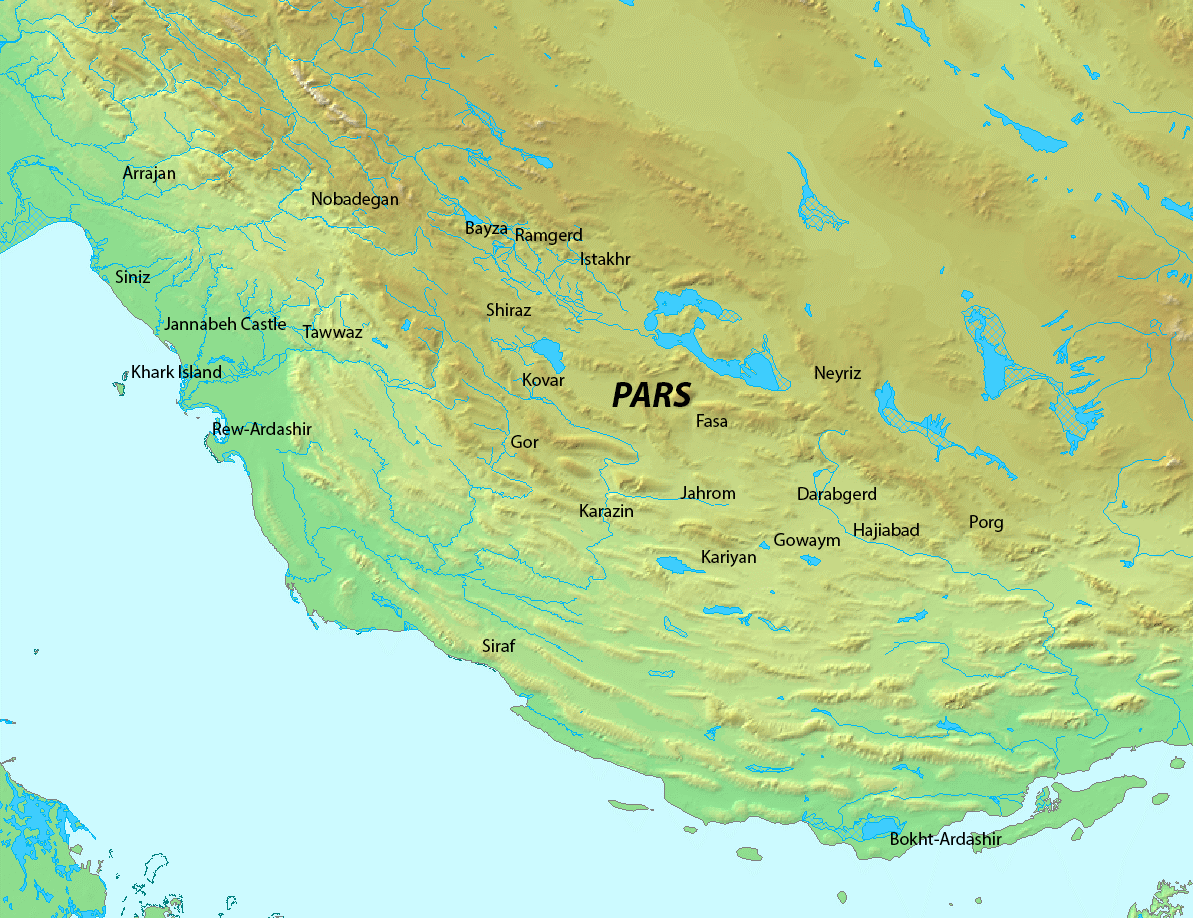
Província sassânida de Pérsis

Existem várias fontes diferentes sobre a relação entre Pabeco, Sasano e o primeiro monarca sassânida Artaxer I (r. 224–242). De acordo com o Xanamé do poeta persa medieval Ferdusi (m. 1020), Sasano era um descendente dos governantes mitológicos caiânidas Dara II, Dara I, Cai Bamã, Esfendadates e Histaspes. A alegação de Sasano pertencer à família caiânida foi projetada para justificar que Artaxer era descendente dos antigos reis caiânidas, que refletiam memórias dos aquemênidas. Dara II, o último caiânida a governar antes de Alexandre, é parcialmente baseado no último xainxá aquemênida, Dario III (r. 336–330 a.C.), cujo império foi de fato conquistado pelas forças de Alexandre. Um filho de Dara II chamado Sasano (dito "o mais velho") fugiu à Índia e viveu lá no exílio até sua morte. Teve um filho que também foi chamado Sasano (dito "o mais jovem"), "que continuou na família por quatro gerações". Um descendente da família, também chamado Sasano, trabalhou para Pabeco, que era um governante local em Pérsis. A filha de Pabeco casou-se com Sasano e deu-lhe um filho chamado Artaxer. Depois disso, Sasano não é mais mencionado. O Xanamé indica assim que os ancestrais de Sasano residiam na Índia após as conquistas de Alexandre. Este relatório tem sido usado por estudiosos para apontar a conexão indo-parta dele. De acordo com o historiador iraniano medieval Tabari (falecido em 923), Pabeco era filho de Sasano e uma princesa chamada Rambaiste, que era da família Bazrangui, uma dinastia de governantes em Pérsis. Apresenta Pabeco como o pai de Artaxer. Como Ferdusi em seu Xanamé, Tabari também descreve Sasano como um estrangeiro em Pérsis, porém, ao contrário dele, não menciona seu local de origem.

### Textos em persa médio
O texto persa médio Livro dos Feitos de Artaxes, Filho de Pabeco, diz o seguinte sobre a ascendência de Artaxer: "Artaxer, o caiânida, filho de Pabeco da ascendência de Sasano e da linhagem do rei Dara". Outro texto persa médio, o Criação Original, no entanto, dá a genealogia de Artaxer da seguinte forma: "Artaxer filho de Pabeco cuja mãe (era) filha de Sasano filho de Veafride". Isso demonstra as inconsistências entre os textos do persa médio em relação às origens da dinastia sassânida. Ambas as fontes consideram Pabeco o pai de Artaxer, enquanto Sasano é apresentado como o avô ou ancestral deste último.

## História

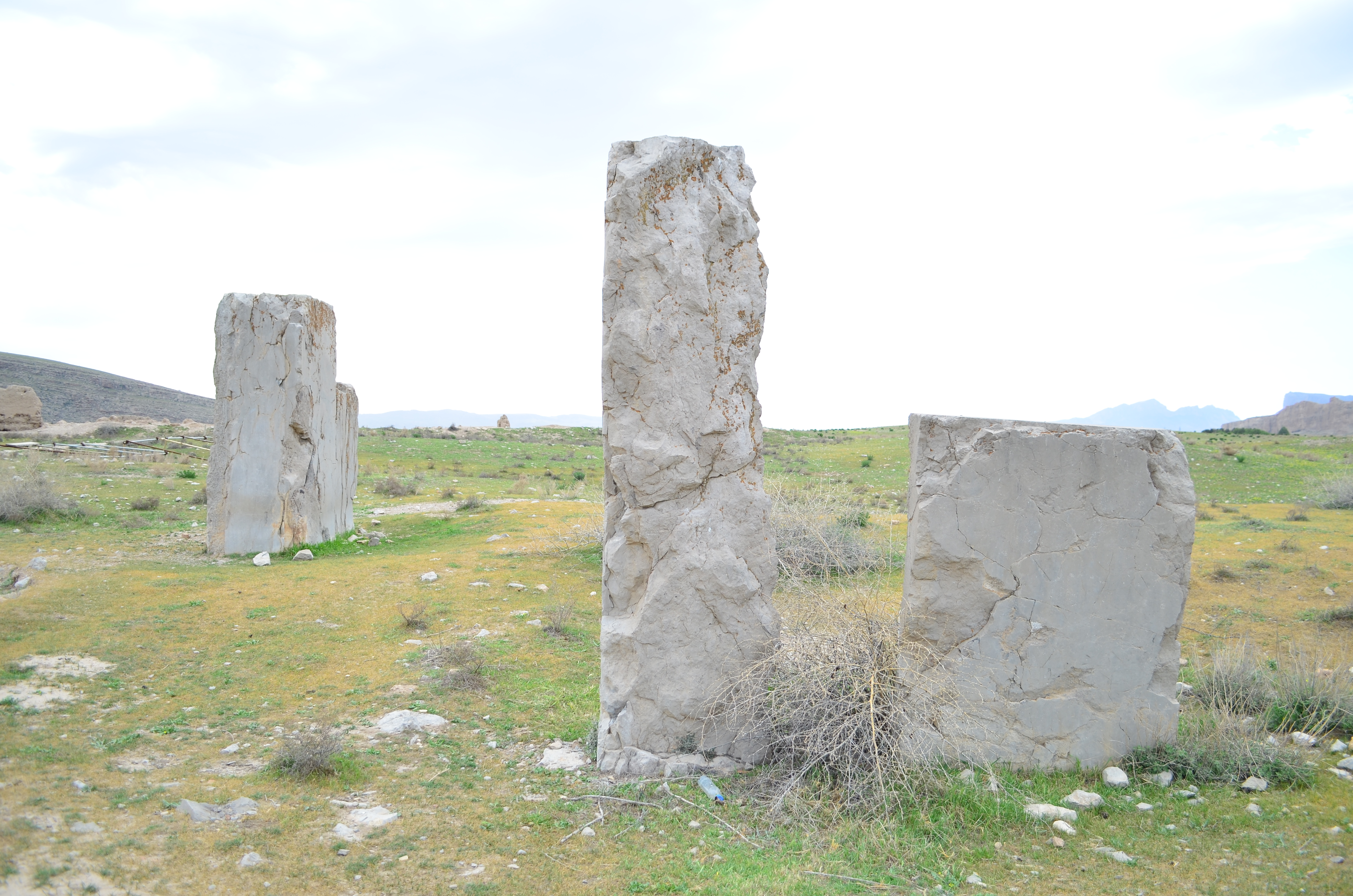
Ruínas de Estacar, capital de Pérsis

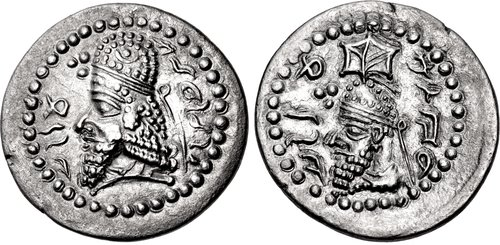
Dracma de Sapor com sua efígie e de seu pai